# Eupogonius griseus
Eupogonius griseus är en skalbaggsart som beskrevs av Fisher 1926. Eupogonius griseus ingår i släktet Eupogonius och familjen långhorningar.
Artens utbredningsområde är Kuba. Inga underarter finns listade i Catalogue of Life.